# Lästiger Gesellschafter
Als lästiger Gesellschafter wird ein Gesellschafter bezeichnet, der seine Pflichten als Gesellschafter in erheblichem Maße verletzt oder durch geschäftsschädigendes Verhalten für die anderen Gesellschafter einer Personengesellschaft untragbar geworden ist.
Nach § 140 Handelsgesetzbuch kann er durch Klage ausgeschlossen werden bzw. kann im Rahmen vom Verhandlungen dessen freiwilliger Austritt vereinbart werden. In beiden Fällen hat er Anspruch auf eine angemessene Abfindung, die in aller Regel – sofern gesellschaftsvertraglich nichts anderes geregelt ist – durch eine Abschichtungsbilanz ermittelt wird. Ziel des Ausschlusses ist es, das Unternehmen vom lästigen Gesellschafter zu befreien und damit die wirtschaftliche Leistungsfähigkeit der Gesellschaft zu verbessern. Indizien für die Lästigkeit können sein:
- Verfolgung gesellschaftsfremder Interessen
- Verletzung des Wettbewerbsverbot
- Handeln zum Nachteil der Gesellschaft
- Überschreitung eines gesellschaftsvertraglich vereinbarten Entnahmerechts
- Verletzung der Pflicht zur Geschäftsführung
- ungehöriges Benehmen

Ein lästiger Gesellschafter liegt erst dann vor, wenn der ausgeschiedene Gesellschafter sich derart betriebsschädigend verhalten hat, dass er den Bestand und das Gedeihen der Gesellschaft durch seine Störungen des Betriebes ernsthaft gefährdet hat. Aus objektiver Sicht muss der Fortbestand der Gesellschaft oder ein reibungsloser Geschäftsbetrieb gefährdet sein. Voraussetzung ist somit, dass nicht nur die verbleibenden Gesellschafter, sondern auch Dritte (z. B. Geschäftspartner) den ausgeschiedenen Gesellschafter als lästig empfunden haben. Dies ist von den Beteiligten nachzuweisen, d. h., es muss ein Sachverhalt vorliegen, der die Untragbarkeit des lästigen Gesellschafters offenkundig macht.
Weitere Voraussetzung ist, dass der Gesellschafter auf „Wohl und Wehe“ der Gesellschaft Einfluss nehmen kann. Ein nach dem Handelsrecht von der Geschäftsführung ausgeschlossener Gesellschafter kann daher nicht lästig sein. Auch ein negatives Kapitalkonto oder zu hohe Entnahmen reichen für die Lästigkeit nicht aus, soweit nicht abweichendes im Gesellschaftsvertrag geregelt wurde.